# Lábtörlő

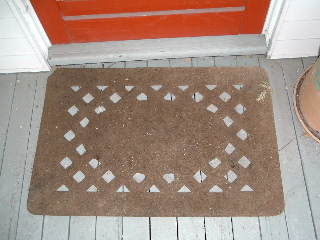
Lábtörlő

A lábtörlő, vagy más néven szennyfogó szőnyeg, az épületekbe bejutó szennyeződések mennyiségét hivatott lecsökkenteni. Funkciótól függően, rengeteg alapanyagból készülhet, főleg a textilipar a gyártja.

## Története
Története egészen az ókorig vezethető vissza, különböző méretű köveket raktak a bejárat elé, hogy csökkentsék a szennyeződések behordását épületeikbe. A rómaiak például mozaikból készítettek lábtörlőt, gyakran még "üdvözlégy" feliratot is készítettek eltérő színű kövekből. Rangosabb családoknál egyéb díszítő motívumokat is használtak. Az alapanyagként felhasznált köveket idővel felváltotta a vessző, illetve a vízinövények egyes részei. Kedvelt alapanyagok közé tartozott a gyékény, mivel az erős rostszálaknak köszönhetően, tartóssá és könnyen formázhatóvá tették. Az I.VH után, Magyarországon nagyon közkedvelté vált a csuhélevélből készített lábtörlő.  Több magyar településen többek között Csornán és Lébényben, erre a célra létesített házipari szövetkezet alakult. A növényi alapanyagokat a vas váltotta fel, vidéki házaknál még ma is megtalálható a "vaskó". Közvetlenül a kapu közelébe, beton aljzattal ellátott vas sárlehúzó. A 20. század második felétől forgalomba kerülnek a gumiból és műanyagból készült lábtörlők.

## Típusai
- Automatizált szennyfogó rendszer
- Alusines lábtörlő (Alutrend)
- Prémium minőségű textil lábtörlő (több funkciós)
- Standard kategóriás textil lábtörlők
- Műanyag
- Gumi
- Antibakteriális (higiéniai)
- Fáradtságcsökkentő szőnyeg (ergonómiai)
- Marketing lábtörlő
- Tisztatéri lábtörlő (ragacsos)

## Jelentősége
1. Biztonságossá váljon a bejárat, megakadályozza a csúszásos baleseteket esős-sáros időben.
2. Megakadályozza az épület elkoszolódását, hogy megvédje a burkolatot az idő előtti amortizációtól.
3. Bejárat esztétikus legyen

## Lábtörlő választás
- Forgalom mennyisége
- Forgalom minősége (kerekes, gyalogos, targoncás)
- Szennyeződés típusai (víz, sár, por, darabos, vegyi, bakteriális)
- Környezeti tényezők
- Zónaszemlélet
- Esztétika